# Niewskoje kolco
Niewskoje kolco (ros. Невское кольцо), także Neva-Ring – nieistniejący już tor wyścigowy, znajdujący się w Petersburgu.

## Historia

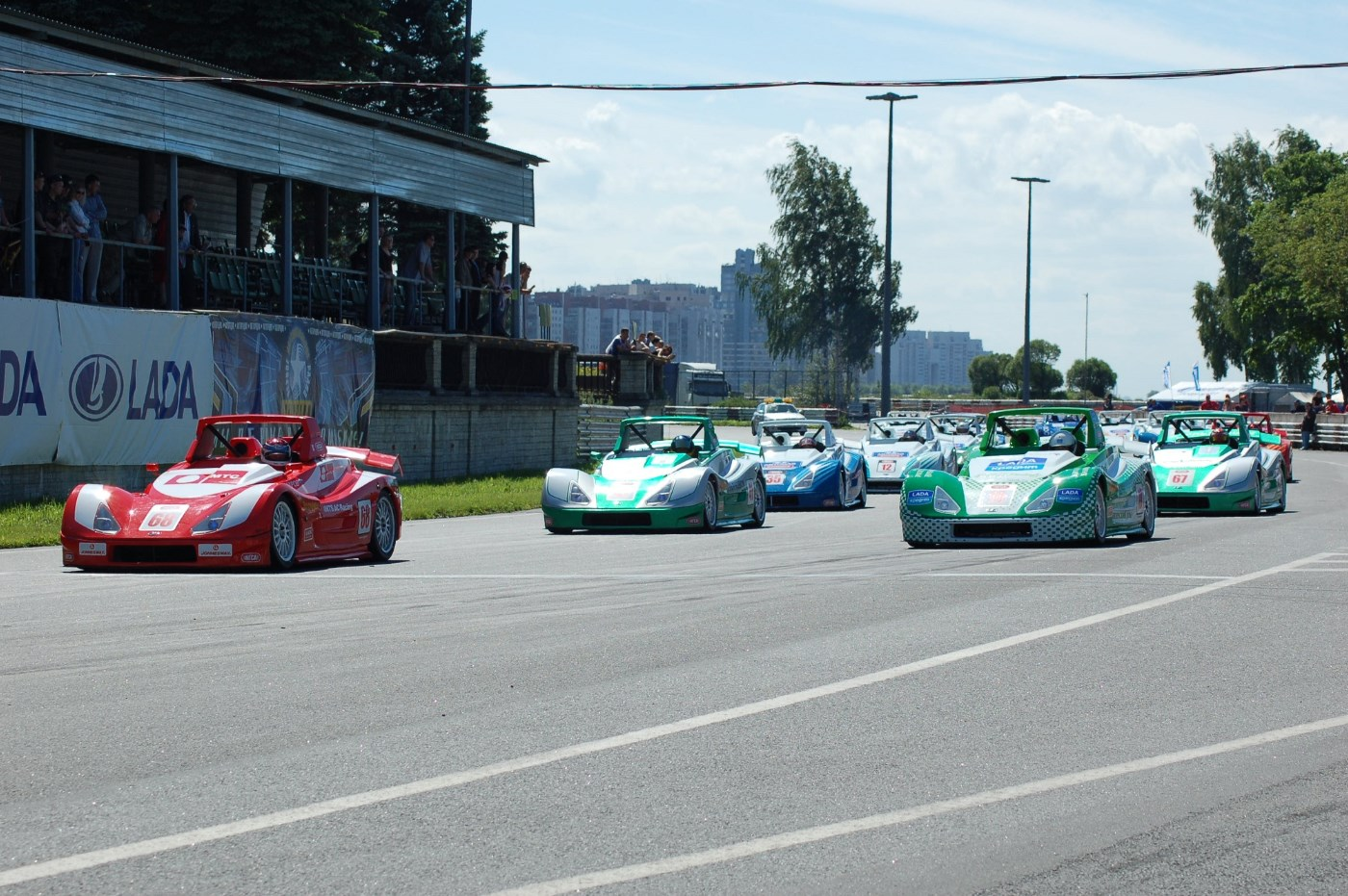
Wyścig serii Lada Revolution na Neva-Ringu w 2006 roku

Tor był wytyczony wokół Stadionu Kirowa. Jego cechą charakterystyczną były dwa długie łuki i mnogość zakrętów prowadzących pod kątem prostym. Zawody odbywały się w kierunku przeciwnym do ruchu wskazówek zegara. Tor był wymagający dla kierowców, jako że jazda po łukach powodowała zwiększone zużycie opon i zmęczenie zawodników. Szerokość toru wynosiła około dwanaście metrów, a różnica wysokości nie przekraczała półtora metra. Tor miał długość około 3,3 km.
Historia toru sięga 1956 roku. Wówczas to odbyły się tam zawody motocyklowe w ramach mistrzostw DOSAAF, zaś niedługo później na tym torze odbyły się pierwsze międzynarodowe wyścigi motocyklowe w ZSRR. W tamtym okresie na oznaczenie toru używano nazw „leningradskaja trassa” (ros. ленинградская трасса) bądź „trassa stadiona imieni Kirowa” (ros. трасса стадиона имени Кирова), natomiast nazwa „niewskoje kolco” pojawiła się około 1960 roku. Jesienią 1957 roku po raz pierwszy na torze odbyły się pokazowe wyścigi samochodowe, a 5 października 1958 roku odbył się pierwszy pełnoprawny wyścig samochodów w klasach 750 i 2500 cm³. W 1960 roku na Niewskoje kolco odbyły się pierwsze w historii mistrzowskie wyścigi radzieckich formuł: 1, 3 i Junior, zaś rok później po raz pierwszy na leningradzkim torze uczestniczyli zawodnicy z zagranicy: Finlandii, NRD i Polski; tamte zawody wygrali Curt Lincoln i Heimo Hietarinta. W maju 1961 roku, podczas treningu przed wyścigiem na otwarcie sezonu, śmiertelny wypadek miał Nikołaj Sorocziński, na cześć którego nazwano następnie pierwszy zakręt toru. W latach 60. odbywały się na torze takie zawody, jak Puchar Pokoju i Przyjaźni (1966) czy wyścig z gościnnym udziałem Finów (1970). Na początku lat 70. wskutek otwarcia kompleksu Bikernieki, przebudowie torów Barawaja i Pirita-Kose-Kloostrimetsa, a także braku niezbędnych modernizacji, tor Niewskoje kolco stracił na znaczeniu. W 1977 roku podczas mistrzostw Leningradu na torze zginął Aleksandr Lebiediew. Pod koniec 1977 roku zaprzestano organizacji wyścigów na Niewskoim kolcu, jako że rozpoczęto przebudowę Stadionu Kirowa, który miał być jedną z aren igrzysk olimpijskich 1980.
Po rozpadzie ZSRR wznowiono wyścigi na Niewskoim kolcu. W ramach przygotowań wprowadzono szykany na obu łukach oraz skrócono trasę do 2670 m. Pierwszy wyścig na zmodernizowanym torze odbył się w czerwcu 1993 roku w ramach mistrzostw Rosji. Tor gościł następnie m.in. zawody Rosyjskiej Formuły 3. W 2006 roku tor został zamknięty z powodu budowy Stadion Kriestowskiego.

## Zwycięzcy w Pucharze Pokoju i Przyjaźni
| Sezon | Kierowca     | Samochód           |
| ----- | ------------ | ------------------ |
| 1966  | Heinz Melkus | Melkus 64-Wartburg |